# Empoasca cirsia
Empoasca cirsia är en insektsart som beskrevs av Cunningham och Ross 1965. Empoasca cirsia ingår i släktet Empoasca och familjen dvärgstritar. Inga underarter finns listade i Catalogue of Life.